# Magyar Szemle (folyóirat, 1888–1906)
Magyar Szemle katolikus társadalmi, szépirodalmi, kritikai és művészeti hetilap 1888–1906 közt. Megjelenés: minden vasárnap.

## Irányvonal, munkatársak
Az első évfolyamokat Rudnyánszky Gyula szerkesztette, 1890-től Kaczvinszky Lajos, felelős szerkesztő Kaposi József, 1905-től Gergely József, 1906-tól Szemere György. A lap szakított a konzervatív katolikus irodalomszemlélettel, cikkei a hazai és külföldi események bemutatásában hozzáértésről és széles körű tájékozottságról tanúskodtak. Ebben a lapban helyet kapott az úgynevezett irodalmi ellenzék jó néhány tehetséges képviselője is, Komjáthy Jenő, Koroda Pál, Palágyi Lajos, Palágyi Menyhért, Reviczky Gyula stb. Az 1900-as évek elején a lap vezető kritikusai Fülep Lajos (Fra Filippo álnéven), Márkus László (Marco álnéven), Hevesi Sándor voltak. A szépirodalmi rovatban Krúdy Gyula, Kosztolányi Dezső, Juhász Gyula, 1905-től Babits Mihály is szerepelt.

## Előzménye
Azonos címmel és irányvonallal Bodnár Zsigmond, majd Rudnyánszky szerkesztésében megjelent 1881-1882-ben havonként.